# Alilaminas
En química, son las alilaminas compuestos de carácter básico que resultan de la sustitución parcial o total del hidrógeno en el tipo de amoniaco por una o varias moléculas de alilo, radical hidrocarbonado cuya fórmula atómica es C3H5, primeramente admitido su existencia en las esencias de ajo y de mostaza por el químico de Austria Theodor Wertheim, y no se puede obtener en estado de libertad porque cambia su agrupación molecular, constituyendo el dialilo, o de algunos de sus compuestos.

## Obtención
Se obtuvo haciendo actuar el ioduro de alilo sobre el amoniaco y destilando el producto con potasa, y también añadiendo  zinc y ácido clorhídrico a una disolución alcohólica de esencia de mostaza.

## Presentación y caracteres
- Líquido incoloro, movible y de sabor amoniacal penetrante
- Arde con llama brillante
- Precipita las sales de aluminio, hierro, mercurio, cobre y plata
- Se combina con el ácido clorhídrico constituyendo un clorhidrato de alilamina que se presenta en agujas delicuescentes
- Con el ácido sulfúrico forma un sulfato neutro que se presenta en cristales y agrupados como las barbas de una pluma

## Algunos compuestos o derivados
- Dialilamina
- Triallilamina
- Dibromalilamina
- Etil-dibromalilamina
- Otros

## Dialilo
Carburo hidrog. que resulta de la combinación de dos grupos de alilo reunido por el carbono (C6H10).(C3H5)2, obtenido por vez primera por Marcellin Berthelot y Luca tratando el ioduro de alilo por el sodio.